# Liste politischer Parteien in Finnland
Dies ist eine Liste der politischen Parteien in Finnland.
Nach den Parlamentswahlen 2015 sind neun Parteien im finnischen Parlament vertreten.

## Im Parlament vertretene Parteien
| Partei | Partei                                              | Verkürzung | Parteivorsitzender   | Ausrichtung                                              | Finnisches Parlament | Stadtrat  | Europäisches Parlament | Gründung |
| ------ | --------------------------------------------------- | ---------- | -------------------- | -------------------------------------------------------- | -------------------- | --------- | ---------------------- | -------- |
|        | Sozialdemokratische Partei Finnlands                | SDP        | Sanna Marin          | Sozialdemokratie Progressivismus                         | 40/200               | 1449/8859 | 2/14                   | 1899     |
|        | Perussuomalaiset                                    | PS         | Riikka Purra         | Nationalkonservatismus Rechtspopulismus                  | 38/200               | 1350/8859 | 2/14                   | 1995     |
|        | Nationale Sammlungspartei                           | Kok.       | Petteri Orpo         | Konservatismus Wirtschaftsliberalismus                   | 38/200               | 1554/8859 | 3/14                   | 1918     |
|        | Finnische Zentrumspartei                            | Kesk.      | Annika Saarikko      | Agrarismus Linksliberalismus                             | 31/200               | 2448/8859 | 2/14                   | 1906     |
|        | Grüner Bund                                         | Vihr.      | Sofia Virta          | Grüne Politik Pro-Europäismus                            | 20/200               | 432/8859  | 3/14                   | 1987     |
|        | Linksbündnis                                        | Vas.       | Li Andersson         | Demokratischer Sozialismus Ökosozialismus                | 16/200               | 508/8859  | 1/14                   | 1990     |
|        | Schwedische Volkspartei                             | RKP        | Anna-Maja Henriksson | Linksliberalismus Finnlandschweden-Interessen            | 9/200                | 463/8859  | 1/14                   | 1906     |
|        | Christdemokraten                                    | KD         | Sari Essayah         | Christdemokratie Gesellschaftspolitischer Konservatismus | 5/200                | 309/8859  | 0/14                   | 1958     |
|        | Liike Nyt („Bewegung Jetzt“)                        | LIIK       | Hjallis Harkimo      | Wirtschaftsliberalismus Direkte Demokratie               | 1/200                | 49/8859   | 0/14                   | 2018     |
|        | Valta kuuluu kansalle („Der Kraft gehört dem Volk“) | VKK        | Ano Turtiainen       | Neutralität Direkte Demokratie                           | 1/200                | 0/8859    | 0/14                   | 2021     |

## Weitere Parteien
| Partei | Partei                          | Verkürzung | Parteivorsitzender  | Ausrichtung                                            | Stadtrat | Gründung |
| ------ | ------------------------------- | ---------- | ------------------- | ------------------------------------------------------ | -------- | -------- |
|        | Blaue Zukunft                   | Sin.       | Kari Kulmala        | Konservatismus Gesellschaftspolitischer Konservatismus | 4/8859   | 2017     |
|        | Kommunistische Partei Finnlands | SKP        | Juha-Pekka Väisänen | Kommunismus Marxismus-Leninismus                       | 0/8859   | 1994     |
|        | Piratenpartei                   | PP         | Tapani Karvinen     | Piratenpartei Informationsfreiheit                     | 0/8859   | 2008     |
|        | Unabhängigkeitspartei           | IPU        | Päivi Khleif        | EU-Skepsis Direkte Demokratie                          | 0/8859   | 1994     |
|        | Bürgerpartei                    | KP         | Sami Kilpeläinen    | Zentrismus EU-Skepsis                                  | 0/8859   | 2016     |
|        | Feministische Partei            | FP         | Katju Aro           | Feminismus Antirassismus                               | 0/8859   | 2016     |

## Übersicht historischer und bestehender Parteien in Finnland
Parteien die im finnischen Parlament vertreten waren und sind: